# Lipové stromořadí v Lipové
Lipové stromořadí v Lipové, častěji označované jako lipová alej, je soubor památných stromů, 99 lip malolistých (Tilia cordata) v Lipové. Vysázet je nechal majitel lipovského panství starohrabě Leopold Antonín Salm-Reifferscheidt (1699–1769) po roce 1726 údajně poté, co přežil napadení medvědem ve Vilémově. Stromořadí začíná u nového zámku v Lipové, prochází po hrázi Zámeckého rybníka a dále kolem budovy bývalého okresního soudu a zbořeného starého zámku s pivovarem směřuje do dolní části vesnice a k vilémovskému kostelu Nanebevzetí Panny Marie. U bývalého soudu na stromořadí kolmo navazuje kaštanová alej, na dolní část stromořadí jasanová alej a od zámku směrem k lesu javorová alej (dříve nazývaná „Sténající alej“, protože nedaleko ní stála šibenice). Dne 15. července 1936 poškodil dolní část aleje silný orkán, který přišel od Nové Vísky. Celé stromořadí bylo vyhlášeno za soubor památných stromů 21. dubna 1999. Nejsilnější stromy o obvodu kmene 5,7 a 5,25 metru najdeme v dolní části aleje. Od roku 2014 probíhá doplňování aleje novou výsadbou.
Lipovou alej doplňuje řada drobných sakrálních staveb. Na malém návrší v dolní části aleje stojí pískovcová Pieta z roku 1781. Maazův kříž z roku 1866 a Hillův kříž z roku 1865 prošly celkovou rekonstrukcí v létě 2016. Na stromech v aleji visely v minulosti obrazy svatých, které byly odcizeny po druhé světové válce.

## Stromy v okolí
- Borovice lesní v Lipové
- Dub letní v Lipové
- Lípa srdčitá u kostela v Lipové

## Galerie

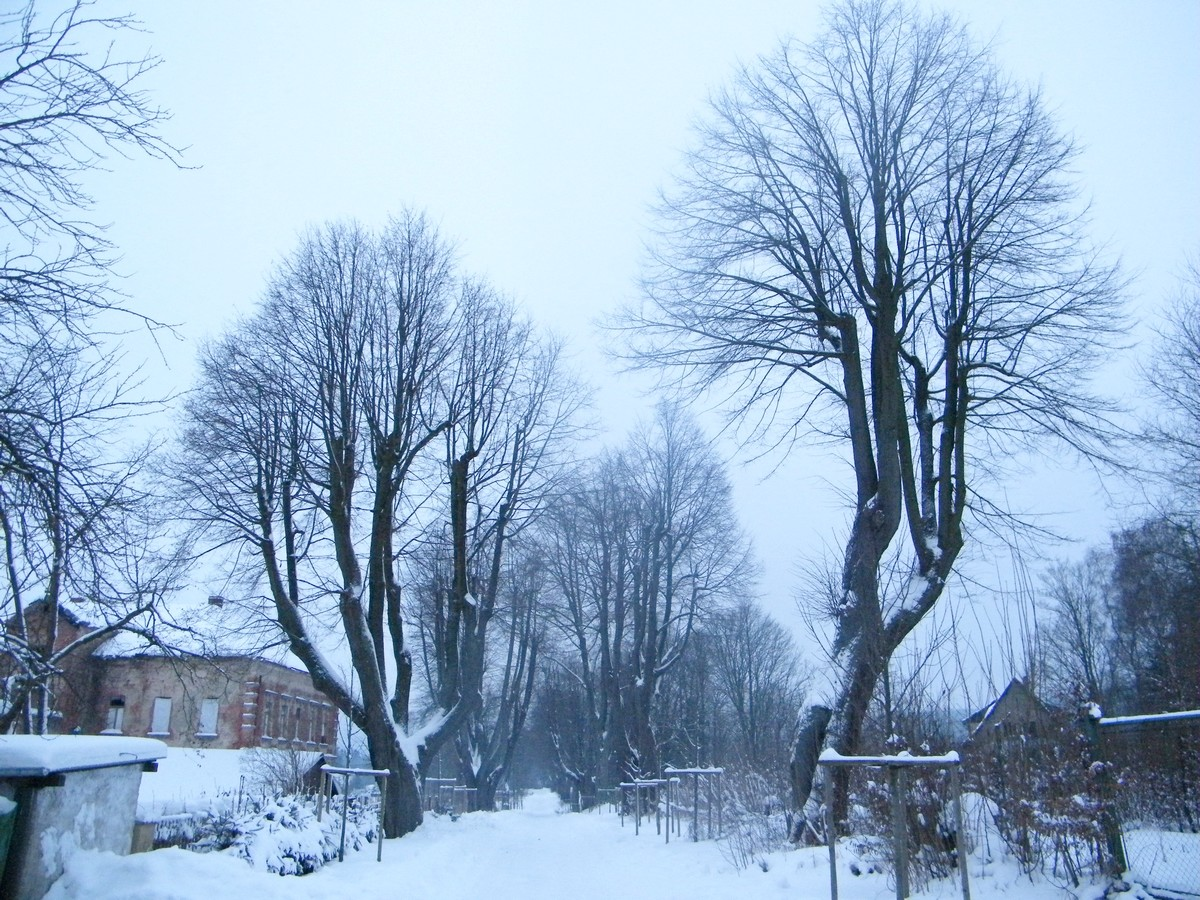
Stromořadí směrem k bývalému soudu (2017)
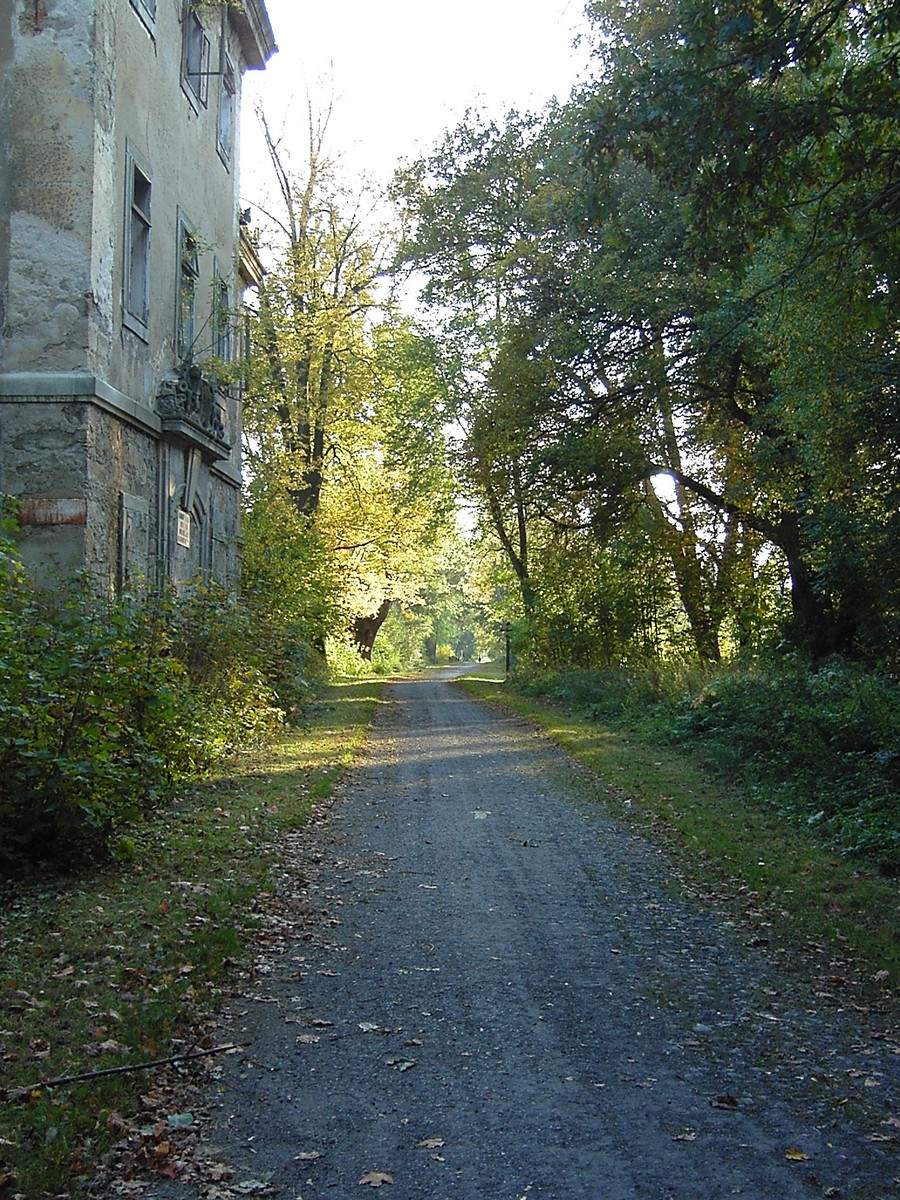
Stromořadí u nového zámku před rekonstrukcí parku (2005)